# N-Butylvinylether
n-Butylvinylether ist eine chemische Verbindung aus der Gruppe der Enolether. 

## Eigenschaften

### Physikalische Eigenschaften
Die Verbindung ist eine farblose Flüssigkeit, die unter Normaldruck bei 94 °C siedet. Die Dampfdruckfunktion ergibt sich nach Antoine entsprechend log10(P) = A−(B/(T+C)) (P in Torr, T in °C) mit A = 7,58994, B = 1524.9662 und C = 229,982 im Temperaturbereich von 1,43 °C bis 115,96 °C.
Wichtige thermodynamische Größen werden in der folgenden Tabelle gegeben:
| Eigenschaft               | Typ                | Wert [Einheit]                                   | Bemerkungen                |
| ------------------------- | ------------------ | ------------------------------------------------ | -------------------------- |
| Standardbildungsenthalpie | ΔfH0liquid ΔfH0gas | −215,8 kJ·mol−1 −179,2 kJ·mol−1                  | als Flüssigkeit als Gas    |
| Verbrennungsenthalpie     | ΔcH0liquid         | −3860,2 kJ·mol−1                                 | als Flüssigkeit            |
| Wärmekapazität            | cp                 | 231,8 J·mol−1·K−1 (25 °C) 2,31 J·g−1·K−1 (25 °C) | als Flüssigkeit            |
| Kritische Temperatur      | Tc                 | 540,5 K                                          |                            |
| Kritischer Druck          | pc                 | 32,0 bar                                         |                            |
| Kritische Dichte          | ρc                 | 2,607 mol·l−1                                    |                            |
| Verdampfungsenthalpie     | ΔVH                | 32,5 kJ·mol−1                                    | beim Normaldrucksiedepunkt |

Es besitzt eine Viskosität von 0,44 mPas (bei 20 °C).

### Chemische Eigenschaften
n-Butylvinylether ist chemisch instabil bei erhöhter Temperatur. Die Messung mittels Differentialthermoanalyse zeigt oberhalb von 240 °C eine exotherme Zersetzung. Es bildet an Luft ein explosionsfähiges Peroxid. An Luft ist auch eine spontane Polymerisation möglich, wodurch es meist in stabilisierter Form (z. B. mit Kaliumhydroxid) angeboten wird. Die Polymerisationswärme beträgt −60 kJ·mol−1 bzw. −599 kJ·kg−1.

### Sicherheitstechnische Kenngrößen
n-Butylvinylether bildet leicht entzündliche Dampf-Luft-Gemische. Die Verbindung hat einen Flammpunkt von −12 °C. Der Explosionsbereich liegt zwischen 1,2 Vol.‑% als untere Explosionsgrenze (UEG) und 8,6 Vol.‑% als obere Explosionsgrenze (OEG). Die Zündtemperatur beträgt 190 °C. Der Stoff fällt somit in die Temperaturklasse T4.

## Verwendung
n-Butylvinylether wird als Reaktivverdünner bei der Hybrid-Strahlenhärtung und als Zwischenprodukt zur Herstellung von Polyvinylether und anderen chemischen Verbindungen verwendet.